# روبرت لورو (مبارز بالسيف)
روبرت لورو (بالفرنسية: Robert Leroux)‏ هو مبارز بالسيف فرنسي، ولد في 22 أغسطس 1967 في الدار البيضاء في المغرب.

## وصلات خارجية
- روبرت لورو على موقع اللجنة الأولمبية الدولية (الإنجليزية)
- روبرت لورو على موقع أوليمبيديا (الإنجليزية)